# Play Sports
Play Sports (voorheen Prime Sport (2005-2012) en Sporting Telenet (2012-2015)) is een merk van Telenet dat bestaat uit een bundel van verschillende (deels eigen) zenders. Via de televisiezenders worden wedstrijden uit diverse Europese voetbalcompetities, waaronder de Belgische Jupiler Pro League, uitgezonden. Daarnaast toont Play Sports onder andere Amerikaans NBA-Basketbal, American football en Golf. In maart 2014 verkreeg het ook rechten om tot en met 2019 Formule 1 uit te mogen zenden. In juli 2015 werd de naam gewijzigd van Sporting Telenet naar Play Sports. Tegelijkertijd werd het aanbod van andere sporten fors uitgebreid door onder meer de aankoop van de rechten op de Hansgrohe Superprestige en Wereldbeker veldrijden, die daarvoor te bekijken waren op VIER en Sporza. Deze wedstrijden worden wel gratis uitgezonden voor alle klanten van Telenet. Maar het verloor ook verschillende voetbalcompetities aan de nieuwe groep Eleven Sports Network. Vanaf 5 december 2015 werd het aanbod uiteindelijk uitgebreid met de nieuwe zenders Eleven Sports 1 en Eleven Sports 2, die onder andere de rechten hebben van de Spaanse, Italiaanse en Franse voetbalcompetities, NBA, NFL en ATP-tennis. Deze kanalen zitten ook in de betalende sportabonnementen van grote concurrent Proximus.
Vanaf het voetbalseizoen 2016-2017 maakte Play Sports de volledige overstap naar HD voor zijn 8 multisport-kanalen. Ook wordt het Golfkanaal uitgezonden in HD. Daarmee is Play Sports het eerste sportpakket dat de volledige overstap maakt naar HD.
Telenet heeft haar zendermerken per 2021 geüniformeerd. De zenders Vier, Vijf en Zes heten per 2021 voortaan Play4, Play5 en Play6. Ook de op 2 april gelanceerde zender Play7 kreeg de aanduiding Play mee. Daarmee hebben zowel de betaalzenders Play Sports en Play More als general interestzenders van Telenet de aanduiding Play gekregen.

## Play Sports Open
Play Sports Open was een gratis sportzender die voor alle Telenet-klanten beschikbaar is. De zender kwam op de positie waar eerst het Play More-infokanaal was. De zender zendt een selectie van sporten uit die in het betaalpakket van Play Sports zitten.
De zender begon met uitzenden op 2 februari 2021. Op 13 augustus 2024 stopte Play Sports Open als zelfstandig kanaal en werden de sportprogramma's toegevoegd aan het aanbod Play6. Deze worden onder de Play Sports Open vlag uitgezonden. Hierdoor is Play6 een volwaardige entertainment- en sportzender geworden met o.a. UEFA Europa League & Conference League.

### Lijst van sporten
- Premier League (Engeland)
- Eredivisie (Nederland)
- UEFA Europa League (Europese voetbalcompetitie)
- Formule 1
- ATP-tennis
- WTA-tennis
- Eredivisie hockey
- BNXT League
- MXGP

## Zenders betaalpakket Play Sports
- Play Sports 1
- Play Sports 2
- Play Sports 3
- Play Sports 4
- Play Sports 5 (2012-2022, 2024-)[a] / Play Sports Premier League (2022-2025)
- Play Sports Golf
- Play Sports 6 (2012-2020, 2025-)
- Play Sports 7 (2012-2020, 2024[3]-)
- Play Sports 8 (2012-2020, 2024[4]-)[b]

## Programma's
- Belga Sport
- De Container Cup
- De Container Cup Beloften
- Kustboys
- Match van de waarheid
- Mathematisch is het nog mogelijk
- Play Sports Classic
- Sports Late Night
- Voetbalcarrousel
- MidMid
- The Paddock

## Overzicht aanbod

### Voetbal
- Jupiler Pro League (België)[c]
- Challenger Pro League (België)[c]
- Lotto Super League (België)[c]
- Supercup (België)[c]
- Premier League (Engeland)
- FA Cup (Engeland)[c]
- Eredivisie (Nederland)
- Bundesliga (Duitsland)[c]
- La Liga (Spanje)[c]
- Finale van de Copa del Rey (Spanje)[c]
- Serie A (Italie)[c]
- Major League Soccer (Verenigde Staten)[c]
- UEFA Champions League
- UEFA Europa League
- UEFA Conference League

### Motorsport
- Formule 1
- MXGP
- Motorcross der Naties
- MotoGP

### Basketbal
- BNXT League (België & Nederland)
- NBA (Verenigde Staten)[c]

### Golf
- Europese PGA Tour
- PGA Championship
- Major golfkampioenschap
- Ryder Cup

### Veldrijden
- Superprestige veldrijden (8 wedstrijden)
- UCI World Cup Cyclocross (helft van de wedstrijden, andere helft via Sporza)

### Tennis
- ATP Tour Masters 1000 (9 toernooien)
- ATP Cup
- ATP Finals

### Hockey
- Eredivisie hockey (België)
- Euro Hockey League[c]

### Gevechtsport
- UFC[c]

## Bekende werknemers
- Filip Joos (voetbalcommentator)
- Bart Raes (presentator)
- Karl Vannieuwkerke (presentator)
- Gilles De Coster (presentator)
- Joris Brys (presentator)
- Dennis Xhaët (presentator, basketbalcommentator)
- Geert De Vlieger (voetbalanalist, presentator)
- Marc Degryse (voetbalanalist)
- Jan Mulder (voetbalanalist)
- Hein Vanhaezebrouck (voetbalanalist)
- Herman Brusselmans (voetbalanalist)
- Eric Goens (presentator)
- Kris Wauters (commentator Formule 1)
- Caro Houbreghts (commentator tennis, presentator)

Geschiedenis van de Vlaamse televisie